# Emil Adolf von Behring
Emil Adolf von Behring (Ławice, 15 de março de 1854 — Marburg, 31 de março de 1917) foi um microbiologista alemão, nascido na Prússia.
Considerado um dos precursores da imunologia, foi o primeiro a ser agraciado com o Nobel de Fisiologia ou Medicina, em 1901, por seu trabalho no desenvolvimento da terapia de soro contra difteria.

## Biografia
Behring nasceu Adolf Emil Behring em Hansdorf, cidade antiga da Prússia, hoje Ławice, Condado de Iława localizada na Polônia.
Filho mais velho de 13 irmãos, seu pai não tinha recursos para custear uma universidade. Em 1874, Behring entrou para a Escola Médica do Exército, em Berlim, como bolsista e, por isso, precisou permanecer no serviço militar depois de formado. Foi este serviço que o enviou para Wohlay e depois para Posen, na Polônia. Em Posen, ele dedicou o tempo livre para estudar problemas relacionados às doenças sépticas.
Formou-se em medicina em Berlim e trabalhou 11 anos como cirurgião militar. Em seguida, exerceu o cargo de professor de Higiene na Faculdade de Medicina da Universidade de Marburg (contra a oposição inicial extenuante do conselho da faculdade), uma posição que valeu para o resto de sua vida. Em 1889 tornou-se assistente no Instituto de Higiene Robert Koch, onde conheceu o bacteriologista japonês, Shibasaburo Kitasato, com quem provou ser possível imunizar um animal contra o tétano, injetando nele soro infectado com sangue de um animal doente. Utilizou o mesmo método no tratamento dos casos de difteria obtendo êxito. Melhorou a teoria de Louis Pasteur dos "vírus atenuados", ao campo das toxinas e antitoxinas, o que permitiu induzir o grau de imunização. Em 1898, Behring descobriu que a imunidade à difteria poderia ser produzida injetando-se em animais a toxina da difteria neutralizada por antitoxinas. Theobald Smith, em 1907, sugeriu que a mistura de toxina e antitoxina poderia imunizar seres humanos. Entretanto, foi Behring quem anunciou, em 1913 a produção e o trabalho que deu origem aos modernos métodos de imunização contra a doença.
Foi o autor de descobertas como o soro antidiftérico que levaram os novos tratamentos de muitas doenças da infância e desenvolveu um tipo de vacina contra a tuberculose bovina.
Em 1896, Behring casou-se com Else Spinola, uma jovem de 18 anos com quem teve seis filhos. morreu em Marburg, Hesse-Nassau, em 31 de março de 1917.

## Publicações (seleção)
- Abhandlung: Über das Zustandekommen der Diphtherie-Immunität und der Tetanus-Immunität bei Tieren. In: Deutsche Medizinische Wochenschrift. No. 49 vom 4. Dez. 1890. Compartilhado com Shibasaburô Kitasato.
- Das Tetanusheilserum und seine Anwendung auf tetanuskranke Menschen. Georg Thieme Verlag, Leipzig 1892.
- Die praktischen Ziele der Blutserumtherapie und die Immunisirungsmethoden zum Zweck der Gewinnung von Heilserum. Georg Thieme Verlag, Leipzig 1892.
- Die Geschichte der Diphtherie, mit besonderer Berücksichtigung der Immunitätslehre. Georg Thieme Verlag, Leipzig 1893 → Neuauflage: Thieme Verlagsgruppe, Stuttgart 1972, ISBN 3-500-24480-7.
- Gesammelte Abhandlungen zur ätiologischen Therapie von ansteckenden Krankheiten. Georg Thieme Verlag, Leipzig 1893.
- Das neue Diphtheriemittel. O. Häring, Berlin 1894 → Neuauflage:(= Medizin Nobelpreisträger Schriften. Band 9) Salzwasser-Verlag, Paderborn 2012, ISBN 978-3-86444-918-5.
- Die Bekämpfung der Infectionskrankheiten. Hygienischer Theil. Georg Thieme Verlag, Leipzig 1894.
- Bekämpfung der Infectionskrankheiten. Infection und Desinfection, Versuch einer systematischen Darstellung der Lehre von den Infectionsstoffen und Desinfectionsmitteln. Georg Thieme Verlag, Leipzig 1894.
- como editor, com Albert Eulenburg: Lehrbuch der allgemeinen Therapie und der therapeutischen Methodik. 1898.
- Immunität. Deutsche Verlags-Anstalt, Stuttgart 1901.
- Diphtherie. Begriffsbestimmung, Zustandekommen, Erkennung und Verhütung. August Hirschwald, Berlim 1901.
- Die Serumtherapie in der Heilkunde und Heilkunst. 1901.
- Tuberkulosebekämpfung. Vortrag gehalten auf der Versammlung von Naturforschern und Ärzten am 25. September 1903 in Kassel. Vogel, Leipzig 1903.
- Tuberkulosebekämpfung. Vortrag gehalten im Deutschen Landwirtschaftsrat am 14. März. Georg Thieme Verlag, Leipzig 1903.
- Tuberculoseentstehung, Tuberculosebekämpfung und Säuglingsernährung. August Hirschwald, Berlin 1904.
- The Suppression of Tuberculosis. Together with Observations Concerning Phthisiogenesis in Man and Animals, and Suggestions Concerning the Hygiene of cow stables, and the Production of Milk for Infant feeding, with special Reference to Tuberculosis. 1904.
- Moderne phthisiogenetische und phthisiotherapeutische Probleme in historischer Beleuchtung. Marburgo 1905.
- Einführung in die Lehre von der Bekämpfung der Infektionskrankheiten. August Hirschwald, Berlim 1912.
- Emil von Behring’s gesammelte Abhandlungen. Marcus & Weber, Bonn 1915. (2013, ISBN 978-3-86444-862-1).